# Mountjoy Blount
Pour les articles homonymes, voir Blount.
Mountjoy Blount  (vers 1597 – 12 février 1666, Oxford), baron Mountjoy de Thurveston (en), 1er comte de Newport (en), est une personnalité anglaise.

## Biographie
Fils de Charles Blount (8e baron Mountjoy) et 1er comte de Devonshire, et de Penelope Rich, il devient membre de la Cour de Jacques Ier.
En juillet 1627, il est créé comte de Newport (il avait déjà été fait baron Mountjoy dans la Pairie d'Irlande en 1617 et baron Mountjoy of Thurveston dans la Pairie d'Angleterre). Il s'embarque pour le siège de l'île de Ré mené par George Villiers, duc de Buckingham en 1627, mais sera capturé à la désastreuse Bataille du pont du Feneau le 8 novembre. Il sera cependant relâché peu après.
Il est nommé Master-General of the Ordnance du roi Charles Ier en 1634 et conservera ces fonctions jusqu'en 1661.
Il est nommé Connétable de la Tour de Londres en 1641.
Il épouse, le 7 février 1626, Ann Boteler, fille de John Boteler et nièce de George Villiers (1er duc de Buckingham). Ils ont huit enfants, dont Isabella Blount, mariée à Nicholas Knollys (fils de William Knollys), et Anne Blount, mariée au Major Thomas Porter (en) (fils de Endymion Porter (en)).

## Sources
- Blount, Mountjoy, in "Dictionary of National Biography", London: Smith, Elder & Co. 1885–1900